# Нова Балахонка
Нова Балахо́нка (рос. Новая Балахонка) — присілок у складі Кемеровського округу Кемеровської області, Росія.

## Населення
Населення — 254 особи (2010; 152 у 2002).
Національний склад (станом на 2002 рік):
- росіяни — 91 %